# Casa de Su Majestad el Rey

Escudo heráldico logotipado de la Casa de Su Majestad el Rey.

La Casa de Su Majestad el Rey, también llamada Casa Real, es el organismo español que, bajo la dependencia directa del rey, «tiene como misión servirle de apoyo en cuantas actividades se deriven de sus funciones como jefe de Estado». También atiende a la organización y funcionamiento del régimen interior de la residencia privada de la familia real española en el Palacio de la Zarzuela.

## Antecedente histórico
La institución actual fue restablecida por el rey Juan Carlos I en 1975, días después de su ascensión al trono. Como antecedente histórico, existe la Real Casa y Patrimonio de la Corona, que estuvo vigente desde el siglo xv hasta la proclamación de la Segunda República Española el 14 de abril de 1931.

## Estructura
En virtud del Real Decreto 434/1988, de 6 de mayo, sobre reestructuración de la Casa de Su Majestad el Rey, y de las Órdenes del Jefe de la Casa de 17 de abril de 1996 y de 21 de diciembre de 2006 dictadas al amparo del artículo 14 del citado Real Decreto, la estructura actual de la misma es la siguiente:
- Jefatura de la Casa - jefe de la Casa de Su Majestad el Rey.
  - Consejero diplomático: Presta asistencia ámbito de las relaciones internacionales.
  - Interventor: Control de la gestión económica-financiera, presupuestaria y contable.

- Secretaría General - segundo jefe de la Casa y secretario general.
  - Gabinete de Planificación y Coordinación: Es el órgano auxiliar del jefe de la Casa y del secretario general, para apoyo y colaboración inmediata en el cumplimiento de las misiones que tienen asignadas.
    - Secretaría de Despacho, Actividades y Programas.

  - Secretaría de la Reina: lleva a cabo el estudio, preparación y ejecución de los asuntos relacionados con las actividades de la reina y de la infanta Sofía.
  - Unidad de Servicio de Seguridad: Es responsable permanente de la seguridad inmediata de la Familia Real. Está constituido por una Jefatura y Fuerzas de Seguridad del Estado asignadas por el Ministerio del Interior.
    - Centro de Comunicaciones e Informática

  - Unidad de Comunicación: Mantiene contacto con los profesionales de los medios de comunicación, informándoles de las previsiones de actividades oficiales de la familia real, así como del contenido y desarrollo de las mismas.
  - Unidad de Protocolo: Prepara y dirige el protocolo de las actividades oficiales de la familia real, tanto en territorio nacional como en el extranjero.
  - Unidad de Administración, Infraestructura y Servicios: Lleva a cabo la gestión económico-financiera, presupuestaria y de personal de la Casa. Dirige y coordina los servicios de telecomunicaciones y sistemas de información. Coordina los servicios de mantenimiento general de las instalaciones del Palacio de la Zarzuela.

- Cuarto Militar - jefe del Cuarto Militar.
  - Asesor jurídico militar
  - Interventor militar
  - Gabinete:
    - Sección de Personal
    - Sección de Protocolo
    - Sección de Operaciones
    - Sección de Logística

  - Ayudantes de campo del rey: Asisten al rey de forma permanente y, en el desarrollo de sus actividades oficiales, a la reina y a la princesa de Asturias.
  - Guardia Real: Proporciona la guardia militar, rendir honores y dar escoltas solemnes al rey y a los miembros de la familia real que se determinen, así como a los jefes de Estado extranjeros de visita oficial en España, cuando se ordene.

Según el artículo 65.2 de la Constitución española: «El Rey nombra y releva libremente a los miembros civiles y militares de su casa».

## Cargos

### Jefes de la Casa del Rey
Correspondiéndole las funciones citadas anteriormente, este cargo tiene su antecedente histórico en el de mayordomo mayor del rey de España (desaparecido en 1931) y tiene rango de ministro.
Con Juan Carlos I

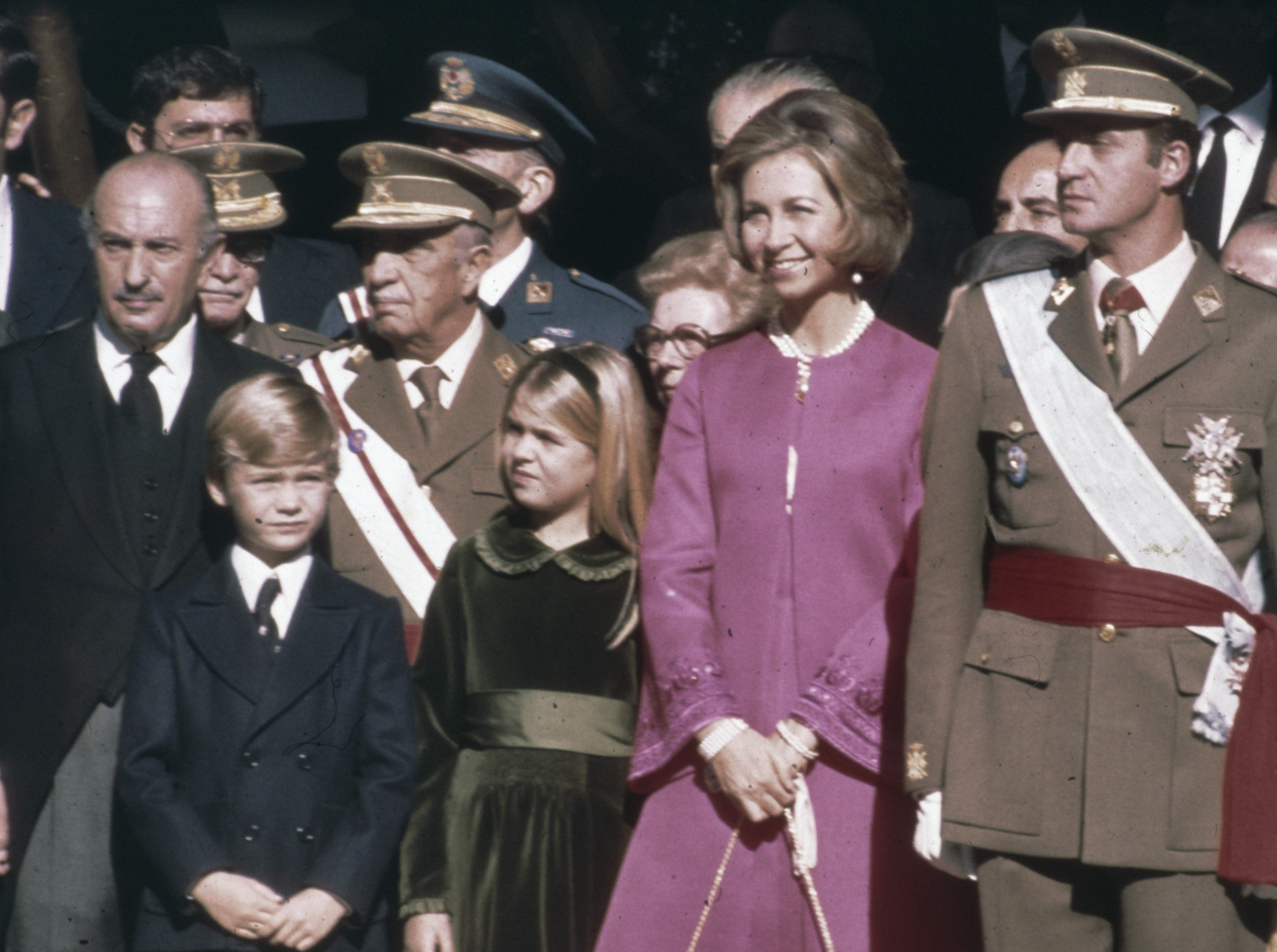
Juan Carlos I tras el acto de su proclamación como rey el 22 de noviembre de 1975, acompañado del marqués de Mondéjar, vestido de militar.

- 1975-1990: Nicolás Cotoner y Cotoner, marqués de Mondéjar, general de caballería del Ejército (desde el 2 de diciembre de 1975).
- 1990-1993: Sabino Fernández Campo, conde de Latores, general de división del Ejército (desde el 22 de enero de 1990). Anteriormente fue secretario general de la Casa del Rey Juan Carlos I (1977-1990).
- 1993-2002: José Fernando de Almansa Moreno-Barreda, vizconde del Castillo de Almansa, diplomático (desde el 8 de enero de 1993).
- 2002-2011: Alberto Aza Arias, diplomático (desde el 17 de diciembre de 2002). Anteriormente fue secretario general de la Casa del Rey Juan Carlos I (2002-2002).
- 2011-2014: Rafael Spottorno Díaz-Caro, diplomático (desde el 30 de septiembre de 2011). Anteriormente fue secretario general de la Casa del Rey Juan Carlos I (1993-2002).

Con Felipe VI
- 2014-2024: Jaime Alfonsín Alfonso, abogado del Estado y profesor universitario (desde el 24 de junio de 2014). Anteriormente fue jefe de la Secretaría del Príncipe de Asturias Felipe de Borbón (1995-2014).
- 2024-actual: Camilo Villarino, diplomático.

### Secretarios generales de la Casa del Rey
Con Juan Carlos I
- 1976-1977: Alfonso Armada y Comyn, marqués de Santa Cruz de Rivadulla, general de división del Ejército (desde el 15 de diciembre de 1976).
- 1977-1990: Sabino Fernández Campo, conde de Latores, general de división del Ejército (desde el 31 de octubre de 1977). Posteriormente fue jefe de la Casa del Rey Juan Carlos I (1990-1993).
- 1990-1991: José Joaquín Puig de la Bellacasa Urdampilleta, diplomático (desde el 19 de enero de 1990).
- 1991-1993: Joel Casino Gimeno, general de división del Ejército (desde el 27 de febrero de 1991).
- 1993-2002: Rafael Spottorno Díaz-Caro, diplomático (desde el 8 de enero de 1993). Posteriormente fue jefe de la Casa del Rey Juan Carlos I (2011-2014).
- 2002-2002: Alberto Aza Arias, diplomático (desde el 12 de septiembre de 2002). Posteriormente fue jefe de la Casa del Rey Juan Carlos I (2002-2011).
- 2002-2011: Ricardo Díez-Hochleitner Rodríguez, diplomático (desde el 17 de diciembre de 2002).
- 2011-2014: Alfonso Sanz Portolés, diplomático (desde el 29 de septiembre de 2011). Posteriormente fue jefe de la Secretaría del Rey Juan Carlos (2014-2019).

Con Felipe VI
- 2014-2024: Domingo Martínez Palomo, teniente general de la Guardia Civil (desde el 26 de junio de 2014).
- 2024-actual: Mercedes Araújo Díaz de Terán, letrada de las Cortes Generales (desde el 29 de noviembre de 2024).

### Jefe de la Secretaría del Príncipe de Asturias
- 1995-2014: Jaime Alfonsín Alfonso, abogado del Estado y profesor universitario. Posteriormente fue jefe de la Casa del Rey Felipe VI (2014-2024).

El 24 de junio de 2014 esta secretaría desaparece al acceder al trono el entonces príncipe de Asturias, Felipe de Borbón.

### Jefe de la Secretaría del Rey Juan Carlos
- 2014-2019: Alfonso Sanz Portolés, diplomático (desde el 26 de junio de 2014). Anteriormente fue secretario general de la Casa del Rey Juan Carlos I (2011-2014).

Este cargo, creado con ocasión de la abdicación del Rey Juan Carlos I, desaparece tras el anuncio de su decisión de retirarse de la vida pública.

## Presupuesto
Los Presupuestos Generales del Estado contemplan una partida específica para hacer frente a los gastos de la Casa de Su Majestad el Rey, ya que según lo expuesto en el artículo 65.1 de la Constitución:

El Rey recibe (...) una cantidad global para el sostenimiento de su Familia y Casa, y distribuye libremente la misma

De esta forma el presupuesto no necesita ser justificado y, por disposición constitucional, es de libre disposición del monarca, quien también nombrará al personal militar y civil a su cargo.

### Actual
Para el año 2023, la Casa Real dispone de un presupuesto directo de 8,43 millones de euros, el mismo que el año anterior, y que es de libre disposición por parte del titular de la Corona. Además de esta partida, el Gobierno, a través del Ministerio de la Presidencia, destina mediante el Programa 911Q «Apoyo a la gestión administrativa de la Jefatura del Estado», 7,78 millones de euros para cubrir parte de los gastos del personal civil funcionario y eventual de la Casa del Rey. En total, estas dos partidas presupuestarias alcanzan los 16,21 millones de euros.
Por otra parte, Patrimonio Nacional, organismo que desde 1865 gestiona el Patrimonio de la Corona y apoya a la Jefatura del Estado para la alta representación que la Constitución y las leyes le atribuyen, tiene un presupuesto de 148,7 millones de euros para el ejercicio 2023.
Sin embargo, en la cantidad asignada a la Casa del Rey, el Presupuesto del Estado no detalla las partidas procedentes de los ministerios de Defensa (que corre con los gastos de la Guardia Real), Interior (que se ocupa de la seguridad), Exteriores (que paga los viajes oficiales), o Hacienda (que sufraga los gastos del Parque Móvil del Estado) La cantidad total de las partidas no es conocido, aunque el diario Público estimó en 59,28 millones de euros las partidas presupuestarias de la Casa del Rey asignadas a otros ministerios en 2011 (sin incluir los gastos relacionados con la seguridad y los vehículos, asumidos por los ministerios del Interior, Defensa y Hacienda). Sin embargo, para calcular dicha cifra, el periódico incluyó la totalidad del presupuesto destinado al mantenimiento y rehabilitación de los edificios y jardines administrados por Patrimonio Nacional, que abarcan un gran número de palacios, conventos, iglesias y monasterios sin uso por parte de la familia real.

### Evolución y transparencia
En septiembre de 2007 el rey Juan Carlos nombró un interventor para que se encargara de la gestión económica de la Casa del Rey.
El 28 de diciembre de 2011 se dio a conocer por primera vez desde la aprobación de la Constitución de 1978 el presupuesto detallado de la Casa del Rey. En aquel ejercicio, el importe ascendió a 8.434.280 euros, un 5,20% menos que lo presupuestado para 2010. En 1979 el presupuesto de la Casa sumaba 155 millones de pesetas, de los cuales el rey tenía asignados 10 millones como sueldo.
La cantidad global asignada para los siguientes ejercicios fue disminuyendo: 8.264.268 euros (2012), 7.933.710 euros (2013) y 7.775.040 euros (2014).
En 2013 la Casa del Rey solicitó al Gobierno su inclusión en la ley que se estaba tramitando con el objetivo de mejorar la transparencia de las instituciones y el acceso a la información, convirtiéndose así en la primera casa real europea obligada por ley a detallar sus gastos. En cumplimiento de lo dictado por esta norma, la Casa del Rey publicó a finales de 2014 todos los contratos y convenios vigentes entonces.
El 18 de septiembre de 2014 la Casa del Rey firmó un convenio con la Administración General del Estado por el que el organismo acordó de forma voluntaria que sus cuentas anuales fueran auditadas por la Intervención General de la Administración del Estado, control que se sumó a la figura del interventor creada en 2007.
En 2015 el presupuesto asignado a la Casa del Rey mantuvo la misma cantidad que se le había asignado para el ejercicio anterior (7.775.040 euros). Ese año fue el primero con Felipe VI como rey, quien bajó su sueldo un 20% (de los 292.752 euros brutos que cobraba Juan Carlos I a 234.204 euros).
En abril de 2022, el Consejo de Ministros aprobó un Real Decreto elaborado entre el Gobierno y la Casa Real que modificaba el funcionamiento de esta última. Así, entre las novedades para potenciar la transparencia estaban el sometimiento pleno de la Casa del Rey a la Ley de Transparencia de 2013 y a la Ley del Alto Cargo de 2015. Esto implicaba, por una parte, un mayor control de la fiscalidad de la Corona, pues el Tribunal de Cuentas podrá fiscalizar sus cuentas. Por otra, la revelación del patrimonio del jefe del Estado y de los altos cargos de la Casa, tal y como exige la ley que regula el ejercicio del alto cargo.

### Comparación con otras jefaturas de Estado
El presupuesto de la jefatura de Estado del Reino Unido fue de unos 45 millones de euros (38,2 millones de libras esterlinas) en 2010, incluyendo gastos de policía, seguridad y fuerzas armadas, de transporte y de mantenimiento de las propiedades reales. En Francia, el presupuesto de la jefatura del Estado era de 112 millones en 2010 (1,72 euros por persona), aunque esa cantidad agrupaba todas las partidas que antes estaban repartidas por distintos ministerios (Exteriores, Interior, Defensa y Presidencia) y su presidente desarrolla también funciones ejecutivas que no desempeña el jefe de Estado español. Según el periódico ABC, en 2010 el mantenimiento de la jefatura del Estado suponía 3,8 euros por persona en Italia, 1,64 euros a los portugueses, 0,52 euros a los ciudadanos griegos y 0,35 euros a los alemanes; mientras que a los españoles les costaba 0,19 euros por persona, si solo se tenía en cuenta la asignación, que en aquel año ascendió a 8,896 millones de euros.
Según publicó el periódico El País, en 2015 la jefatura del Estado de los Países Bajos contaba con un presupuesto de 38 millones de euros, de los cuales el rey recibía 825.000 euros como salario y 4,4 millones para personal y gastos de material. En Bélgica el presupuesto alcanzaba los 11,5 millones de euros, sin incluir seguridad y desplazamientos. En ese país, además, la asignación de la familia real no tributa. En Dinamarca la jefatura del Estado disponía de un presupuesto de 13,2 millones de euros con un límite de gasto para los reyes de 1,34 millones. En Noruega los reyes tenían una asignación de 24 millones de euros y los príncipes alrededor de un millón libres de impuestos para gastos oficiales y privados y mantenimiento de sus propiedades, recibiendo una cantidad aparte para gastos de personal. En Estados Unidos el presidente cobraba un salario de 400.000 dólares (322.121 euros) más dietas, en Francia el jefe del estado recibía 178.000 euros brutos, en Alemania el presidente percibía (en 2013) un total de 292.000 euros y en Italia el presidente recibía 239.000 euros brutos.

### Críticas
Sobre los presupuestos, la cuantía de los gastos que origina la Casa de S.M. el Rey ha sido criticada desde distintos sectores de la izquierda, habiéndose denunciado su presunta opacidad y elevado importe, en parte porque desde 1979 hasta 2011 no se publicaron los presupuestos de forma oficial.
En 2007, Esquerra Republicana de Catalunya (ERC) presentó 100 preguntas relacionadas con la Casa Real, que fueron rechazadas por el Congreso de los Diputados. Después de hacerse público el Caso Nóos en noviembre de 2011, donde el yerno del rey, Iñaki Urdangarin, es acusado por corrupción política, y después de que la Casa Real publicara por primera vez sus presupuestos en diciembre de 2011, en enero de 2012 ERC volvió a presentar 100 preguntas al Congreso, donde está vez fueron aceptadas 64 y se vetaron 36.
A pesar de comenzar a publicarse los presupuestos a partir de 2011, se ha criticado que no se incluyen los gastos de seguridad, de los viajes al exterior, del parque móvil y de personal funcionario, entre otros. Con todo, la Casa del Rey solicitó al gobierno ser incluida en la ley de transparencia «con la mayor apertura posible y sin ninguna restricción»; en dicha ley tiene un estatus equivalente al resto de instituciones del Estado, como el Congreso, el Senado, el Consejo de Estado y el Defensor del Pueblo.